# Gado
Por gado entende-se o conjunto de animais que foram criados pelo homem para aumentar a sua produção, serviços agrícolas, consumo doméstico, comercial ou industrial. Sua criação pode ser dividida em sistema intensivo, semi-intensivo, extensivo, e semiextensivo.
A criação, manutenção, abate e subjugação geral de gado, chamada pecuária, faz parte da agricultura moderna e tem sido praticada em muitas culturas desde a transição da humanidade para a agricultura a partir de estilos de vida de caçadores-coletores. As práticas de criação de animais têm variado amplamente entre culturas e períodos de tempo. Continua a desempenhar um papel econômico e cultural importante em numerosas comunidades.
As práticas de criação de gado mudaram em grande parte para a pecuária intensiva. A pecuária intensiva aumenta o rendimento dos vários produtos comerciais, mas também tem um impacto negativo no bem-estar animal, no ambiente e na saúde pública. Em particular, a carne bovina e os laticínios são uma fonte enorme de emissões de gases de efeito estufa provenientes da agricultura.

## História
A criação de animais originou-se durante a transição cultural para comunidades agrícolas assentadas a partir de estilos de vida de caçadores-coletores. Os animais são domesticados quando suas condições de reprodução e vida são controladas pelos humanos. Ao longo do tempo, o comportamento coletivo, o ciclo de vida e a fisiologia do gado mudaram radicalmente. Muitos animais de criação modernos são inadequados para a vida no mundo natural.
O gado foi domesticado há aproximadamente 10 500 anos.

## Tipos de gado
- Gado asinino: asnos, também denominados jumentos, jegues ou burros
- Gado bovino ou vacum: bovinos (Bos taurus) e algumas espécies de búfalo.
- Gado caprino ou hircino: cabras
- Gado cavalar ou equino: cavalos
- Gado muar:  mulas e mulos (português brasileiro) / burros (português europeu)
- Gado rangífero: renas
- Gado de bico: aves domésticas
- Gado suíno: porcos domésticos
- Gado ovino ou arietino: ovelhas

## Galeria

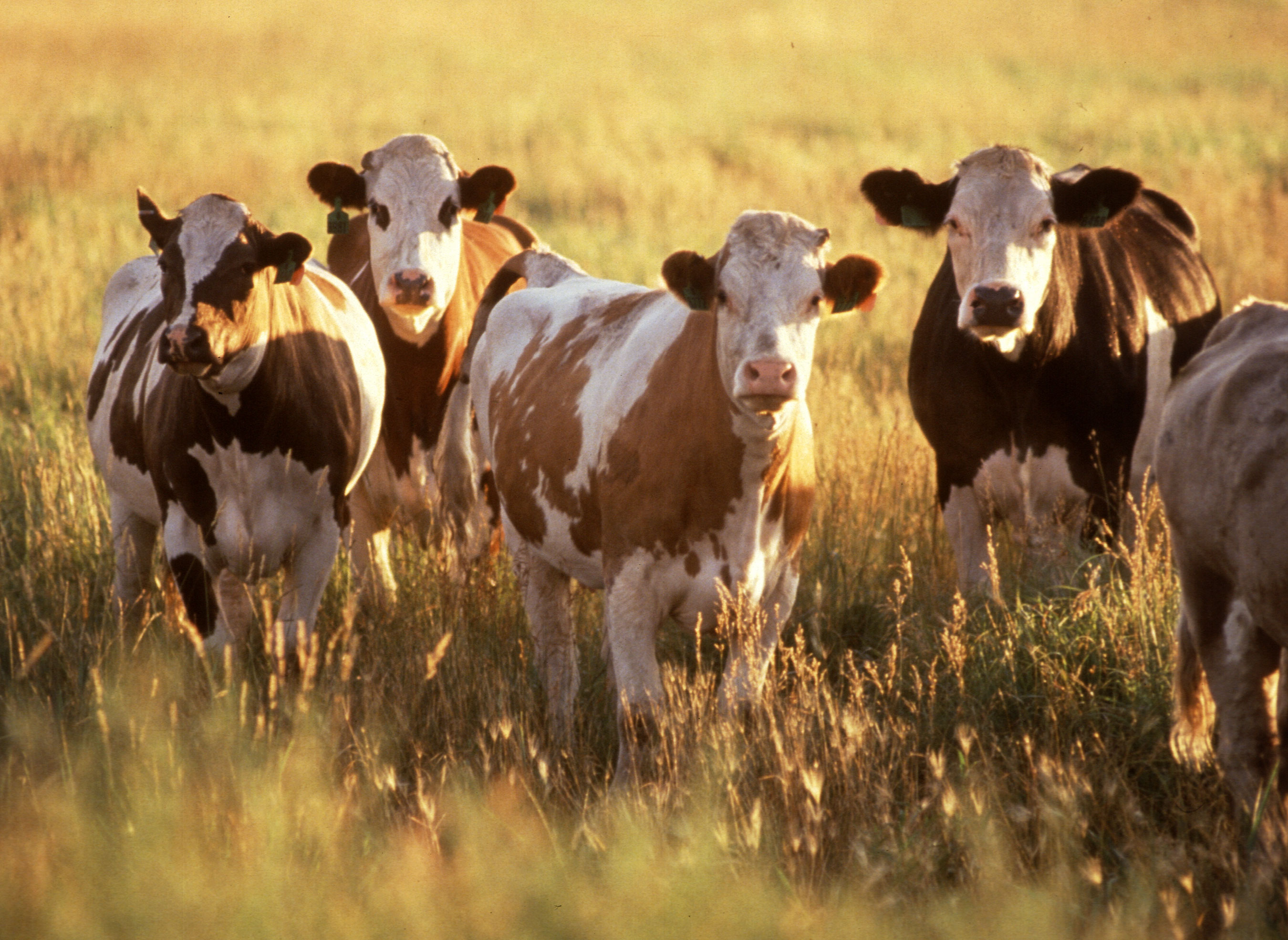
Gado bovino
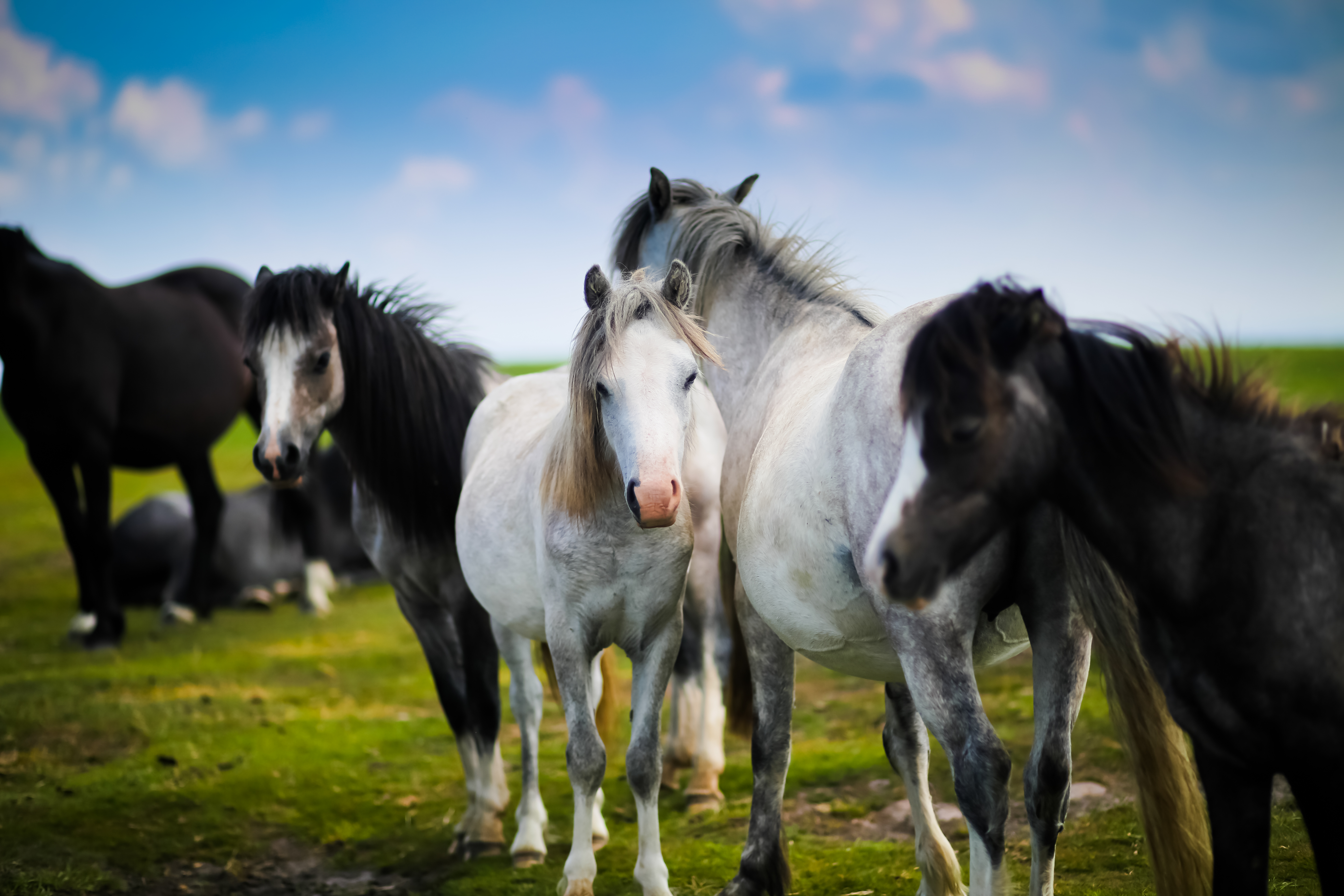
Gado equino
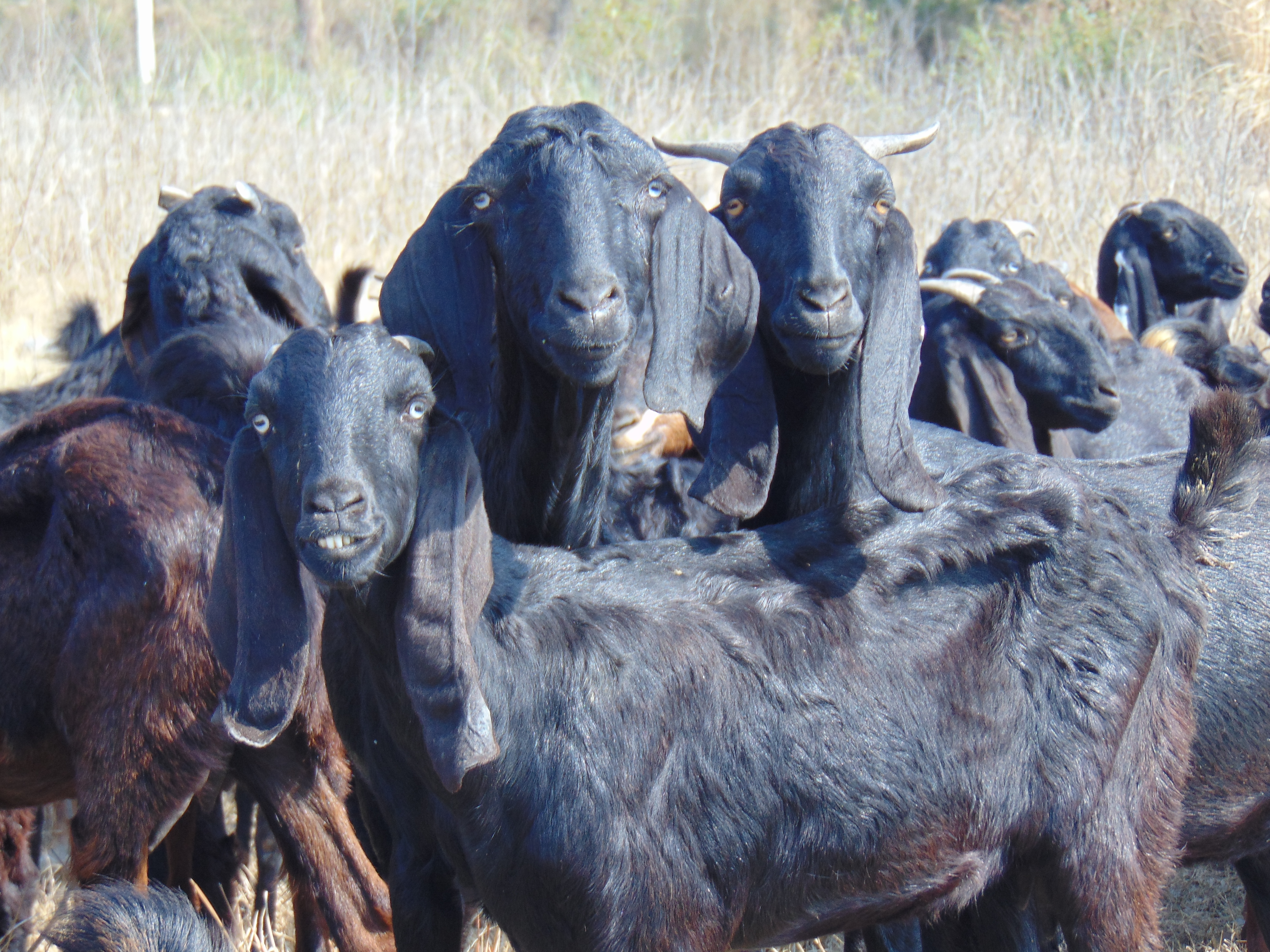
Gado caprino
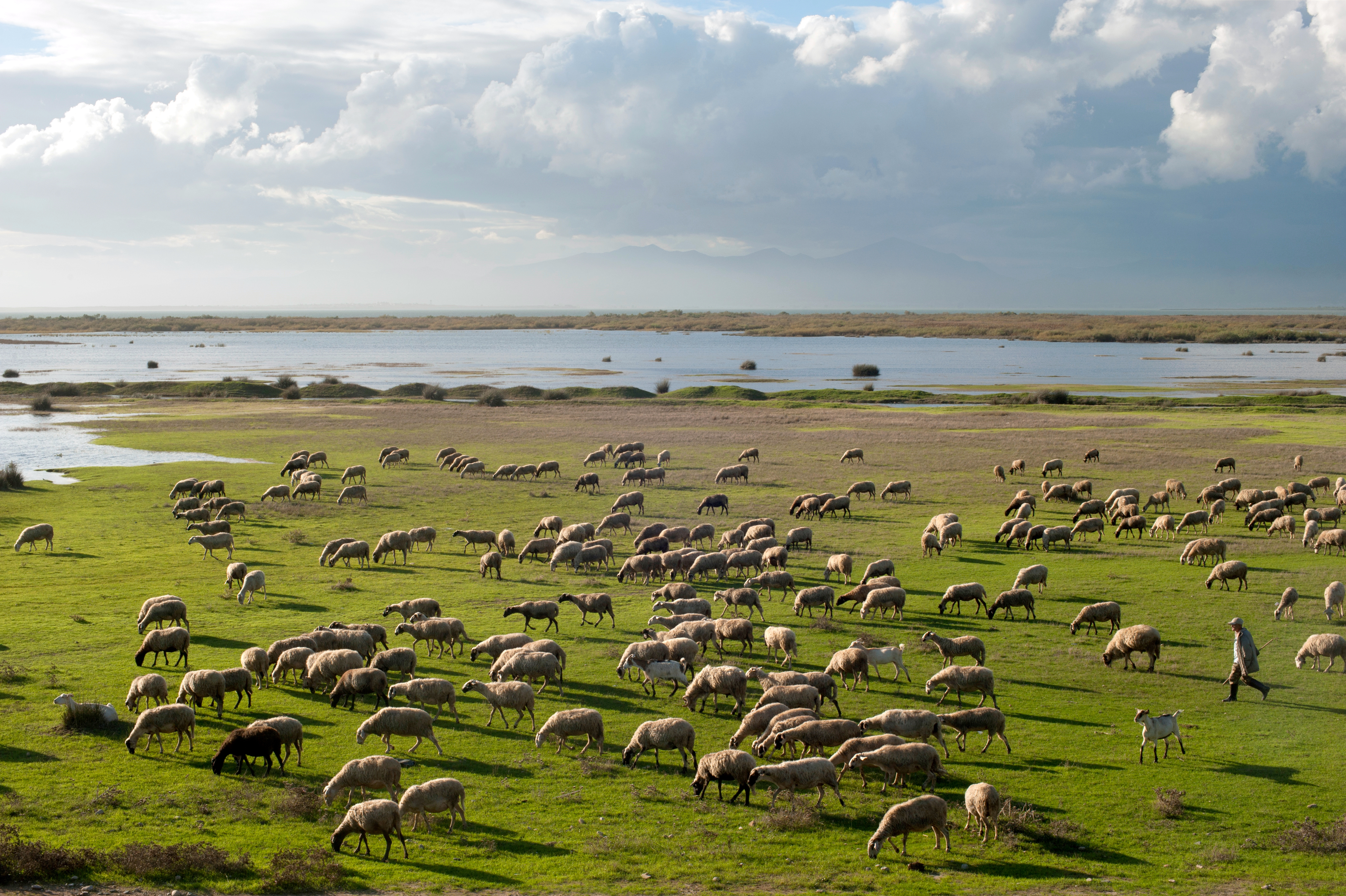
Gado ovino